# 錢璯
錢璯（3世纪—310年），中国西晋末年、十六国時代江南起事首領，吴兴郡人。
錢璯出仕西晋，永兴四年（305年）揚州陳敏作乱，錢璯起義兵镇压叛乱有功。司馬越任命他为建武将軍。
永嘉四年（310年）二月，東海王司馬越命令他和揚州刺史王敦一起到洛陽抵御刘渊。他抵达广陵，听说刘渊的儿子刘聪率领漢軍逼近洛陽，不敢前进。朝廷以軍期催促，錢璯于是想要杀死王敦而后謀反，王敦得到消息，逃往建業，報告琅邪王司馬睿。
錢璯于是殺害度支校尉陈丰，焚烧邸阁，自称平西大将军、八州都督。推戴孫晧之子孫充为吴王，既而殺害。攻打吴兴郡陽羡县。司馬睿命将軍郭逸討伐錢璯。
三月，丞相倉曹属周玘聚合乡里之民响应郭逸，錢璯被周玘击敗被斩殺。司馬睿以周玘为吴兴郡太守，以他的家乡为义兴郡。